# Jar of Hearts
"Jar of Hearts" är debutsingeln av den amerikanska singer-songwritern Christina Perri. Låten släpptes på iTunes den 27 juli 2010, en vecka efter dess debut på TV-programmet So You Think You Can Dance. Låten inkluderades på Perris debut-EP The Ocean Way Sessions samt på hennes debutalbum Lovestrong.
Låten är skriven av Perri själv i samarbete med Drew Lawrence och Barrett Yeretsian. Perri fick inspiration till låten genom sin egen erfarenhet av hur en tidigare förälskelse ville återuppväcka en bruten relation. Efter dess debut släpptes låten på iTunes där den inom en vecka nådde en topp-20-placeringar.
Perri saknade skivkontrakt vid tillfället då låten släpptes, något som skapade mycket diskussion mellan kritiker som tyckte positivt om sången. Singeln gick in på de nationella musiktopplistorna i både USA och Kanada och låg på sjuttonde respektive tjugoförsta plats. Singeln sålde fler än 47 500 digitala nedladdningar under den första veckan. Totalt har den sålt fler än 3,3 miljoner digitala kopior i USA.

## Bakgrund och utgivning
Efter att ha lärt sig själv att spela fem ackord på gitarren, skrev Perri låten "The Perfect Man" om samma person som "Jar of Hearts" var skriven om. "Jar of Hearts" hade premiär på So You Think You Can Dance i juni, detta innan Perri ens hade ett skivkontrakt. Perris bästa vän, Keltie Colleen, gav låten till en av TV-programmets koreografer, Stacey Tookey, som sedan koreograferade en passande dansrutin åt deltagarna Kathryn McCormick och Billy Bell.
Perri skrev låten i december 2009 och började arbeta med sitt produktions- och hanteringslag i februari året därpå. Medan hon spelade in material för en EP skulle "Jar of Hearts" också spelas in med ett fullt band, men Perri bestämde sig senare emot det och sa att "I imagined people dancing to it. It was all a big 'just in case.'"
Låten laddades först upp på Perris Youtube-kanal den 30 juni 2010 och släpptes senare på iTunes den 27 juli samma år. En karaokeversion av sången släpptes också officiellt på iTunes den 1 februari 2011. Låten var med på sångerskans debut-EP med titeln The Ocean Way Sessions, och kom även med på Perris debut-studioalbum, Lovestrong.

## Tema och komposition
"Jar of Hearts" har beskrivits som en självbiografisk sång för Christina Perri som erinrar en ex-pojkvän som ville återansluta efter ett jobbigt slut på en relation. Låtens framförare Christina Perri var dock inte helt ensam med att skriva låten då hon samarbetade med Drew Lawrence och Barrett Yeretsian. Den producerades av båda låtskrivarna Barrett Yeretsian och Christina Perri. "Jar of Hearts" är en rock-orienterad melodi som handlar om att sky de fortsatta påtryckningarna från en tidigare flamma som var otacksam under tiden tillsammans, men nu vill återuppväcka den misslyckade romansen.
Balladens låttext kretsar kring ett ex till Perri, som sjunger en personlig text. I en blogg av artisten, beskriver Perri att låtens mening kommer från egen erfarenhet, och säger att "I wrote the song after I went home to Philadelphia for the holiday last December. I sat in my childhood bedroom and hid from the boy (with the jar of hearts) who wanted to see me. My heart wanted to see him, my head knew better. I couldn't take one more break so I wrote the song instead."
Enligt det notblad som finns publicerat på Musicnotes.com av Hal Leonard Corporation, är "Jar of Hearts" en måttlig pianorock-sång som spelas i vanlig gångart och är skriven i tonarten C-moll. Perris sång sträcker sig mellan noterna Eb3 och C5 då hon sjunger till musiken från pianoackord. Låten består endast av en pianomelodi och taktfulla stränginstrument. Även beskriven som en smärtsam, sträng-dränkt ballad, består låten även av enkel pianorock. Perri har sagt att hon inte vet hur man läser noter eller hur man komponerar musik, men vet om hur man spelar vissa ackord på pianot, vilka några används i låten. På sångerskans personliga blogg publicerade hon pianoackorden till hela låten. Sångens verser spelas med noterna Cm Eb Bb Fm, delen innan refrängen med Fm Ab Eb Bb Fm Ab Bbsus, refrängen med Eb Bb Cm Ab (Abm), bryggan med Cm C B Bb A Ab G, och avslutas med Ab B F.

## Mottagande

### Kritiskt mottagande
Kyle Anderson från MTV News gav en positiv recension av sången och kallade den för en "hak-tung ballad", detta under en granskning av Perris resa till berömmelse. Gavin Edwards från Rolling Stone beskrev låten som en smärtsam, sträng-dränkt ballad, i vilken Perri ger avsked åt ett ex som inte vill lämna henne ifred." Megan Vick från Billboard gav sången en positiv recension och tyckte att de enkla pianoackorden i låten kompletterade Perris sångröst. Vick fortsatte med att säga att låten förbereder för ivriga förväntningar på Perris debutalbum. Webbmagasinet Contactmusic.com som håller till i Leeds i Storbritannien, kallade låten för en obearbetad upplösnings-sång. Jody Rosen från Rolling Stone beskrev sången som både intetsägande och bombastisk.
John Hill från About.com granskade låten för att kunna förstå hur den blivit en sådan direkt-hit. Enligt Hill började sången med trötthet från den första versen och byggde sedan upp styrka fram mot refrängen. Hill fortsatte med att säga att "There have been countless 'you did me wrong' songs through the history of pop music, but identifying a serial dater as a collector of broken hearts is one of the more unique ways of displaying both hurt and frustration," endast för att sedan dra slutsatsen att låten är en "god tro hit" som kommer att ha ett långt liv, vilket gör den till en kraftfull introduktion för Perri. Den San Francisco-baserade ideella föreningen, Common Sense Media gav låten tre stjärnor av fem möjliga, samt tyckte att det var positivt att även om Perri var en nybörjare inom musikbranschen, bevisar hon att hon med "Jar of Hearts" kan hänga med de stora kvinnliga artisterna. Common Sense Media fortsatte att komplimentera Perri genom att jämföra henne som sångmässigt överlägsen kända sångare som Selena Gomez och Hayley Williams från Paramore. Medan han gjorde en recension på albumet, beskrev Chad Grischow från IGN sången som en ömsint ballad som innehåller en viss magi som albumet i övrigt misslyckas med.

### Listhistorik
"Jar of Hearts" debuterade på plats 28 på Billboards Hot Digital Songs, plats 63 på Billboard Hot 100, och plats 54 på Canadian Hot 100, detta efter att ha sålt fler än 48 000 digitala kopior enligt Nielsen Soundscan. Efter att ha landat på plats 25 på Hot 100-listan, sålde låten fler än 200 000 nedladdningar inom loppet av tre veckor. Låten låg hela 23 veckor på Hot 100-listan och nådde plats 17 som bäst. Den har nått plats 19 och legat elva veckor på listan Mainstream Top 40 och ringsignalsversionen av låten har nått plats 21 på listan över de mest nedladdade ringsignalerna efter sju veckor på den listan. I mars 2012 hade låten sålt fler än 3 miljoner digitala kopior inom USA, samt legat hela 72 veckor på listan Hot Digital Songs, detta trots att den inte legat inom topp-15 på Hot 100-listan. Runt om i världen nådde "Jar of Hearts" andra plats i Australien och Irland, tredje plats i Tjeckien och fjärde plats i Storbritannien och Finland. Låten har legat kvar på UK Singles Chart i 27 veckor.

## Musikvideo
Musikvideon till låten regisserades av Jay Martin. Den 25 augusti 2010 fick man en blick bakom scenen under inspelningen av låtens musikvideo. I videon säger Perri att "I really hope that the video connects me to the song and entertains all of the fans of So You Think You Can Dance because it’s because of them that this even happened. I really hope that they love it. I hope that they love the dance…and that they just feel like we did this song justice with this video." So You Think You Can Dance deltagarna Allison Holker och Kathryn McCormick är med som dansare i musikvideon och framför koreografi skapad av Stacey Tookey.
Musikvideon hade premiär den 13 september 2010 på Perris Youtube-kanal. Videon börjar med Perri som sitter på en liten yttertrappa medan svarta kronblad faller från himlen. Medan Perri börjar gå visas en rökskugga över hennes bröst som visar att hennes "jar" (burk) är tom och att hennes hjärta saknas. Medan sången fortsätter går Perri genom flera scener där en och samma man samlar ihop hjärtan från andra kvinnor för att själv fylla sin burk. Detta inkluderar ett intimt ögonblick inuti en bil och ett annat inuti en telefonkiosk. Båda slutar med att kvinnorna som får sina hjärtan stulna (genom sina munnar) lämnas med tomma burkar. De faller då medvetslösa bort från den unga mannen med mörkt hår. Mot slutet av videon ser Perri på när mannen samlar ihop fler hjärtan medan han framför en danskoreografi tillsammans med flera olika kvinnor. Videon avslutas med att Perri stjäl ett hjärta från honom, vilket lämnar hans burk tom. Han faller till marken och Perri verkar få tillbaka sitt hjärta.
Musikvideon hamnade på sjuttonde plats på listan över TV-kanalen VH1:s lista över de fyrtio bästa musikvideorna från år 2010. Under premiären av Perris låt "Daydream" så jämförde VH1 videon med "Jar of Hearts" video och sa att videon tog en mer filmisk väg och att den litade mer på slowmotion för att beteckna känslor."

## Liveframträdanden

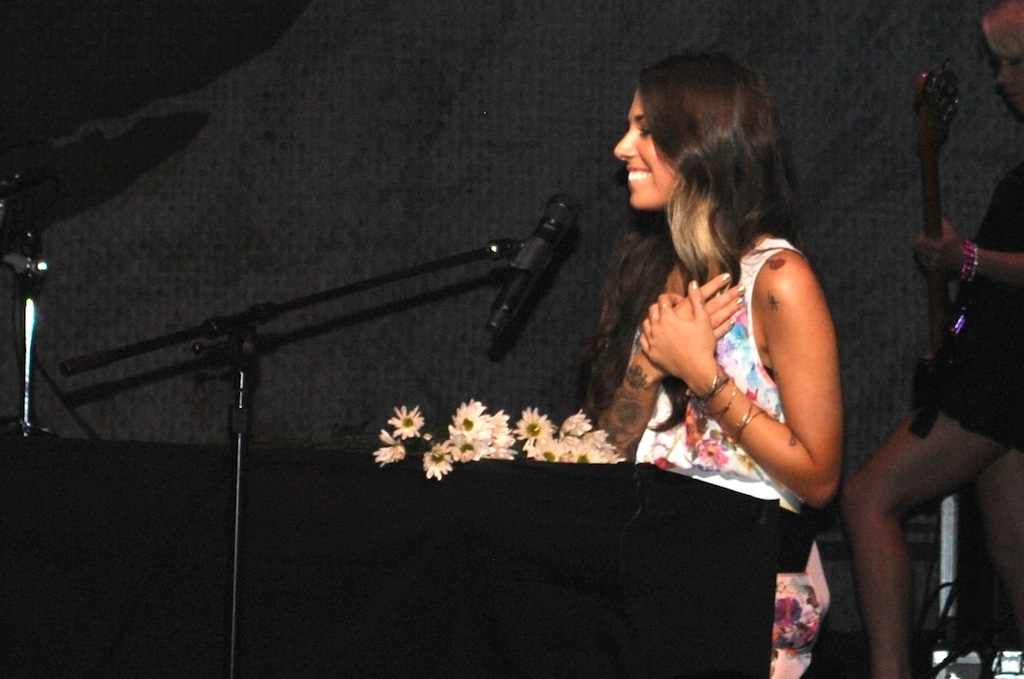
Perri framför "Jar of Hearts" under sin Lovestrong-turné i Centro de Bellas Artes i San Juan, Puerto Rico.

Efter premiären av låten på So You Think You Can Dance, återvände Perri till scenen den 17 juli 2010 och framträdde med den live för första gången. I en intervju med Entertainment Weekly diskuterade Perri hennes tankar kring att framträda med låten på samma program som den debuterat på och sa att "I am very nervous, but very excited. It’s almost like my first child is 'So You Think You Can Dance'. I will do whatever they want me to do. And if it’s perform in front of millions of people, I’ll do that too. I’m pretty certain this is gonna be the biggest audience I’ve ever performed for." Perri har även framträtt med låten live på The Early Show på CBS och på The Today Show på NBC i augusti 2012. Den 29 juli 2010 framförde Perri låten på The Tonight Show with Jay Leno för att ersätta Stone Temple Pilots som inte kunde ta sig till programmet i tid. Den 7 december 2010 framförde Perri låten på Conan O’Briens nya show Conan och många kritiker kallade framträdandet för en milstolpe i Perris karriär. Den 2 november 2010 lät VH1 Perri att framföra låten, samt ytterligare två låtar från sin EP, i hisslobbyn som en del av kanalens pågående serie Live at VH1. Framträdandena spelades in och visades på kanalens videocommunity. I oktober 2011 framförde Perri låten live på The Late Late Show, en irländsk show med Ryan Tubridy som värd. Den 13 november 2011 framförde Perri låten live på Strictly Come Dancings resultat show. Den 29 februari 2012 framträdde Perri med låten live på Dancing on Ice. Den 18 februari 2012 framförde hon låten inför boxningsmatchen mellan Vitalij Klytjko och Dereck Chisora i München. Perri framförde också låten som extranummer under sin Lovestrong-turné som pågick mellan 2011 och 2012.

## Listplaceringar och certifieringar
| Lista (2010–2012)                            | Topplacering |
| -------------------------------------------- | ------------ |
| Australien (ARIA)                            | 2            |
| Belgien (Ultratop 50 Flandern)               | 28           |
| Finland (Suomen virallinen lista)            | 4            |
| Irland (IRMA)                                | 2            |
| Japan (Japan Hot 100)                        | 99           |
| Kanada (Canadian Hot 100)                    | 21           |
| Nederländerna (Dutch Top 40)                 | 52           |
| Nya Zeeland (RIANZ)                          | 28           |
| Schweiz (Swiss Music Charts)                 | 5            |
| Scotland (The Official Charts Company)       | 4            |
| Slovakien (IFPI)                             | 26           |
| Tjeckien (IFPI)                              | 3            |
| Tyskland (Media Control AG)                  | 5            |
| Storbritannien (The Official Charts Company) | 4            |
| UK Official Streaming Chart Top 100          | 67           |
| US Billboard Hot 100                         | 17           |
| US Adult Contemporary (Billboard)            | 13           |
| US Adult Pop Songs (Billboard)               | 4            |
| US Latin Pop Songs (Billboard)               | 39           |
| US Pop Songs (Billboard)                     | 15           |
| Österrike (Ö3 Austria Top 40)                | 3            |

| Land                      | Certifiering |
| ------------------------- | ------------ |
| Australien (ARIA)         | 3× Platina   |
| Irland (IRMA)             | 2x Platina   |
| Kanada (CRIA)             | 2x Platina   |
| Nya Zeeland (RIANZ)       | Platina      |
| Schweiz(IFPI Switzerland) | Platina      |
| Tyskland (BVMI)           | Platina      |
| USA (RIAA)                | 3× Platina   |
| Österrike (IFPI Austria)  | Guld         |

## I populärkultur
- I maj 2011 framfördes "Jar of Hearts" på TV-serien Glee. Låten sjöngs av Lea Michele som spelade karaktären Rachel Berry i avsnittet "Prom Queen".[59]

- "Jar of Hearts" spelades i avsnittet "It's Alive" i den andra säsongen av TV-serien Pretty Little Liars.[60]

- "Jar of Hearts" spelades i TV-serien Switched at Birth i avsnitt 4 "Dance Amongst Daggers" i säsong 1, samt i TV-serien The Client List i avsnitt 10 "Past Is Prologue" i säsong 1.

- I juli 2011 gjordes en parodi av sången i det australiska radioprogrammet Fitzy and Wippa på radiostationen Nova, med titeln "Jar of Hoons".[61]

- Den 6 september 2011 gjorde Ronan Parke en cover på låten.[62]

- Den 8 oktober 2011 framförde Craig Colton en cover på låten, en av livefinalisterna i den brittiska versionen av The X Factor.

- Den 2 november 2011 framförde Josh Krajcik en cover på låten, en av livefinalisterna i den första säsongen av den amerikanska versionen av The X Factor.

- Den 23 april 2012 framförde Katrina Parker en cover på låten, en medlem i Adam Levines lag i säsong 2 av den amerikanska versionen av The Voice.

- I slutet av maj och början av juni 2012 användes låten i reklamer för den nya säsongen av TV-serien Drop Dead Diva.

- I slutet av 2012 framförde huvudsångaren av rockbandet Three Days Grace, Adam Gontier, låten som extranummer under gruppens turné för att främja sitt nya album Transit of Venus.